# Noia Bond

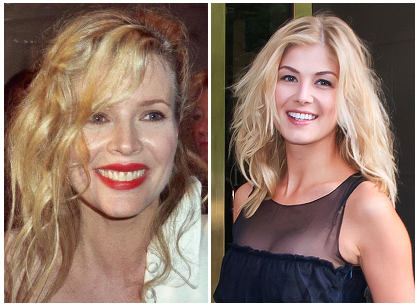
Kim Basinger, que interpreta Domino Petachi a Never Say Never Again (1983), i Rosamund Pike, que és Miranda Frost a Die Another Day (2002).

Una noia Bond és un personatge femení (o bé l'actriu que interpreta aquest personatge) que atrau l'interès sexual de James Bond en una novel·la, en una pel·lícula o en un videojoc. De vegades, les noies Bond poden tenir un nom amb doble sentit, com per exemple Pussy Galore, on pussy pot ser "gateta" però també "figa" amb un sentit escatològic, i galore significa "en abundància". Les noies Bond són considerades un "símbol ubic de glamour i sofisticació". No hi ha situació d'una trama on no es pugui imaginar l'aparició d'una noia Bond. Pot ser tant una aliada com una enemiga de James Bond, una peça clau de la missió que l'agent ha d'escometre o bé simplement una dona atractiva que li passa davant dels ulls. Sovint són personatges principals de la pel·lícula, però sempre menys importants que el personatge de James Bond.
En canvi, hi ha altres personatges femenins que no desvetllen l'interès del protagonista i, per tant, no es poden considerar noies Bond en un sentit estricte. Un cas especial és el de Miss Moneypenny, la secretària del cap de l'espionatge britànic, que apareix en diverses pel·lícules de la saga, a diferència de tots els altres personatges, i que només esdevé una noia Bond quan es transforma en una agent secreta i per fi aconsegueix atraure la mirada de Bond a la pel·lícula Skyfall.

## Llista de noies Bond a les pel·lícules d'Eon Productions
La noia Bond principal de cada pel·lícula apareix en primer lloc.
| Títol                           | Noies Bond                                                                   | Actrius                                                                             | Origen de les actrius                                                          |
| ------------------------------- | ---------------------------------------------------------------------------- | ----------------------------------------------------------------------------------- | ------------------------------------------------------------------------------ |
| Dr. No                          | Honey Ryder Sylvia Trench Miss Taro                                          | Ursula Andress Eunice Gayson Zena Marshall                                          | Suïssa Regne Unit Regne Unit                                                   |
| From Russia with Love           | Tatiana Romanova Sylvia Trench Zora Vida                                     | Daniela Bianchi Eunice Gayson Martine Beswick Aliza Gur                             | Itàlia Regne Unit Israel                                                       |
| Goldfinger                      | Pussy Galore Jill Masterson Tilly Masterson Dink Bonita                      | Honor Blackman Shirley Eaton Tania Mallet Margaret Nolan Nadja Regin                | Regne Unit Regne Unit Regne Unit Sèrbia                                        |
| Thunderball                     | Domino Derval Fiona Volpe Patricia "Pat" Fearing Paula Caplan Mlle. La Porte | Claudine Auger Luciana Paluzzi Molly Peters Martine Beswick Maryse Mitsouko         | França Itàlia Regne Unit França                                                |
| You Only Live Twice             | Kissy Suzuki Aki Ling Helga Brandt                                           | Mie Hama Akiko Wakabayashi Tsai Chin Karin Dor                                      | Japó Japó Xina/Regne Unit Alemanya                                             |
| On Her Majesty's Secret Service | Teresa di Vicenzo Nancy Ruby Bartlett                                        | Diana Rigg Catherine Schell Angela Scoular                                          | Regne Unit Hongria Regne Unit                                                  |
| Diamonds Are Forever            | Tiffany Case Marie Plenty O'Toole Bambi Thumper                              | Jill St. John Denise Perrier Lana Wood Lola Larson Trina Parks                      | Estats Units França Rússia/Estats Units Estats Units Estats Units              |
| Live and Let Die                | Solitaire Rosie Carver Miss Caruso                                           | Jane Seymour Gloria Hendry Madeline Smith                                           | Regne Unit Estats Units Regne Unit                                             |
| The Man with the Golden Gun     | Mary Goodnight Andrea Anders Saida Chew Mee                                  | Britt Ekland Maud Adams Carmen du Sautoy Françoise Therry                           | Suècia Suècia Regne Unit França                                                |
| The Spy Who Loved Me            | Anya Amasova noia de l'harem noia de la cabana de fusta Naomi Felicca        | Barbara Bach Felicity York Sue Vanner Caroline Munro Olga Bisera                    | Estats Units — Regne Unit Regne Unit Bòsnia                                    |
| Moonraker                       | Holly Goodhead Corinne Dufour Manuela Dolly hostessa del jet privat          | Lois Chiles Corinne Cléry Emily Bolton Blanche Ravalec Leila Shenna                 | Estats Units França Brasil França Marroc                                       |
| For Your Eyes Only              | Melina Havelock Comtessa Lisl von Schlaf Bibi Dahl                           | Carole Bouquet Cassandra Harris Lynn-Holly Johnson                                  | França Austràlia Estats Units                                                  |
| Octopussy                       | Octopussy Magda Penelope Smallbone Bianca                                    | Maud Adams Kristina Wayborn Michaela Clavell Tina Hudson                            | Suècia Suècia Regne Unit Regne Unit                                            |
| A View to a Kill                | Stacey Sutton Kimberley Jones May Day Pola Ivanova Jenny Flex Pan Ho         | Tanya Roberts Mary Stävin Grace Jones Fiona Fullerton Alison Doody Papillon Soo Soo | Estats Units Suècia Jamaica/Estats Units Nigèria/Regne Unit Irlanda Regne Unit |
| The Living Daylights            | Kara Milovy Rosika Miklos Linda Rubavitch                                    | Maryam d'Abo Julie T. Wallace Kell Tyler Virginia Hey                               | Països Baixos/Geòrgia Regne Unit Estats Units Austràlia                        |
| Licence to Kill                 | Pam Bouvier Lupe Lamora Loti Della Churchill Leiter                          | Carey Lowell Talisa Soto Diana Lee Priscilla Barnes                                 | Estats Units Estats Units Estats Units                                         |
| GoldenEye                       | Natalya Simonova Xenia Onatopp Caroline                                      | Izabella Scorupco Famke Janssen Serena Gordon                                       | Polònia/Suècia Països Baixos Regne Unit                                        |
| Tomorrow Never Dies             | Wai Lin Paris Carver Professora Inga Bergstrøm                               | Michelle Yeoh Teri Hatcher Cecilie Thomsen                                          | Malàisia Estats Units Dinamarca                                                |
| The World Is Not Enough         | Dra. Christmas Jones Elektra King Dra. Molly Warmflash Giulietta da Vinci    | Denise Richards Sophie Marceau Serena Scott Thomas Maria Grazia Cucinotta           | Estats Units França Regne Unit Itàlia                                          |
| Die Another Day                 | Giacinta "Jinx" Johnson Miranda Frost Peaceful Fountains of Desire           | Halle Berry Rosamund Pike Rachel Grant                                              | Estats Units Regne Unit Filipines/Regne Unit                                   |
| Casino Royale                   | Vesper Lynd Solange Dimitrios Valenka                                        | Eva Green Caterina Murino Ivana Miličević                                           | França Itàlia Estats Units/Croàcia                                             |
| Quantum of Solace               | Camille Montes Strawberry Fields                                             | Olga Kurylenko Gemma Arterton                                                       | França/Ucraïna Regne Unit                                                      |
| Skyfall                         | Eve Moneypenny Sévérine amant de Bond                                        | Naomie Harris Bérénice Marlohe Tonia Sotiropoulou                                   | Regne Unit França Grècia                                                       |

## Llista de noies Bond en altres pel·lícules
A part de les pel·lícules produïdes per Eon Productions, que són la majoria, també n'hi ha dues més de productores independents i un telefilm:
| Títol                                      | Noies Bond | Actrius                                                                                                | Origen de les actrius                                                |
| ------------------------------------------ | --- | --- | -------------------------------------------------------------------- |
| Casino Royale (telefilm de 1954)           | Valerie Mathis                                                                                                   | Linda Christian                                                                                        | Mèxic                                                                |
| Casino Royale (pel·lícula de 1967)         | Vesper Lynd Miss Goodthighs Miss Moneypenny Agent Mimi/Lady Fiona McTarry jugadora de cartes Mata Bond Buttercup | Ursula Andress Jacqueline Bisset Barbara Bouchet Deborah Kerr Daliah Lavi Joanna Pettet Angela Scoular | Suïssa Regne Unit Alemanya/Estats Units Regne Unit Israel Regne Unit |
| Never Say Never Again (pel·lícula de 1983) | Domino Vitali/Domino Petachi Fatima Blush Patricia Fearing senyora a Bahames Nicole                              | Kim Basinger Barbara Carrera Prunella Gee Valerie Leon Saskia Cohen Tanugi                             | Estats Units Nicaragua/Estats Units Regne Unit ---                   |